# Liiga
Liiga je nejvyšší finská a plně profesionální klubová soutěž v ledním hokeji. Byla založena 24. května 1975 v Tampere přeměnou její předchůdkyně SM-sarja, která se hrála od roku 1928. Liga se tím odloučila od ostatních amatérských soutěží, o které se i nadále stará Finský svaz ledního hokeje (finsky Suomen Jääkiekkoliitto). Do roku 2013 se jmenovala SM-liiga, tento název vznikl zkrácením výrazu „Suomen mestaruus“ (Finské mistrovství).

## Systém
Sezóna se dělí na základní část a play-off.

### Základní část
Šestnáct týmů je rozděleno do divizí po třech. Každý tým hraje dva zápasy venku a dva doma s každým dalším týmem v lize a navíc dva zápasy s každým týmem v divizi. Každý klub tak hraje 60 zápasů. Z ligy se nesestupuje.
Zápas trvá 60 minut. Pokud základní hrací doba skončí nerozhodně, následuje pětiminutové prodloužení s náhlou smrtí. Pokud ani to nerozhodne, pokračuje se samostatnými nájezdy. Tři body náleží vítězi v základní hrací době a dva vítězi v prodloužení. Jeden bod získá tým, který podlehne až v prodloužení.

### Play-off
Prvních šest týmů základní části soutěže postupuje přímo do čtvrtfinále. O zbylá místa hrají další čtyři týmy (7. s 10. a 8. s 9.) v předkole na dva vítězné zápasy. Ve čtvrtfinále play-off hraje nejlepší tým s nejhorším postoupivším, druhý nejlepší s druhým nejhorším atd. Lepší tým hraje první zápas doma, druhý venku a dále se takto střídají. Play-off se hraje na čtyři vítězné zápasy. Poražení ze semifinále hrají jeden zápas o bronzovou medaili.
Zápas play-off trvá 60 minut. V případně nerozhodujícího výsledku se hrají další dvacetiminutová prodloužení s náhlou smrtí tak dlouho, dokud jeden z týmů nedá gól.

## Přehled vítězů v finské nejvyšší soutěži
| Klub                      | Tituly | Vítězné ročníky |
| ------------------------- | ------ | --- |
| Tappara Tampere           | 20     | 1953, 1954, 1955, 1959, 1961, 1964, 1975, 1977, 1979, 1982, 1984, 1986, 1987, 1988, 2003, 2016, 2017, 2022, 2023, 2024 |
| Tampereen Ilves           | 16     | 1936, 1937, 1938, 1945, 1946, 1947, 1950, 1951, 1952, 1957, 1958, 1960, 1962, 1966, 1972, 1985                         |
| TPS Turku                 | 11     | 1956, 1976, 1989, 1990, 1991, 1993, 1995, 1999, 2000, 2001, 2010                                                       |
| Oulun Kärpät              | 8      | 1981, 2004, 2005, 2007, 2008, 2014, 2015, 2018                                                                         |
| HIFK                      | 7      | 1969, 1970, 1974, 1980, 1983, 1998, 2011                                                                               |
| Jokerit Helsinky          | 6      | 1973, 1992, 1994, 1996, 1997, 2002                                                                                     |
| HJK                       | 3      | 1929, 1932, 1935 |
| Kiffen                    | 3      | 1939, 1941, 1943 |
| Porin Ässät               | 3      | 1971, 1978, 2013 |
| Helsingfors Skridskoklubb | 2      | 1933, 1934 |
| Hämeenlinnan Tarmo        | 2      | 1948, 1949 |
| JYP Jyväskylä             | 2      | 2009, 2012 |
| Hämeenlinnan Pallokerho   | 2      | 2006, 2019 |
| Lukko Rauma               | 2      | 1963, 2021 |
| KalPa                     | 1      | 2025 |
| Viipurin Reipas           | 1      | 1928 |
| Tampereen Palloilijat     | 1      | 1931 |
| Porin Karhut              | 1      | 1965 |
| RU-38                     | 1      | 1967 |
| KooVee                    | 1      | 1968 |

## Vítězi soutěže

### SM-sarja
| Ročník    | Mistr                          | Ročník    | Mistr           | Ročník    | Mistr            |
| --------- | ------------------------------ | --------- | --------------- | --------- | ---------------- |
| 1927/1928 | Viipurin Reipas                | 1949/1950 | Tampereen Ilves | 1971/1972 | Tampereen Ilves  |
| 1928/1929 | HJK Helsinky                   | 1950/1951 | Tampereen Ilves | 1972/1973 | Jokerit Helsinky |
| 1929/1930 | nehrálo se (příliš mírná zima) | 1951/1952 | Tampereen Ilves | 1973/1974 | IFK Helsinky     |
| 1930/1931 | TaPa (Tampere)                 | 1952/1953 | TBK             | 1974/1975 | Tappara Tampere  |
| 1932      | HJK Helsinky                   | 1953/1954 | TBK             |           |                  |
| 1933      | HSK (Helsinky)                 | 1954/1955 | TBK             |           |                  |
| 1934      | HSK (Helsinky)                 | 1955/1956 | TPS Turku       |           |                  |
| 1935      | HJK Helsinky                   | 1956/1957 | Tampereen Ilves |           |                  |
| 1936      | Tampereen Ilves                | 1957/1958 | Tampereen Ilves |           |                  |
| 1937      | Tampereen Ilves                | 1958/1959 | Tampereen Ilves |           |                  |
| 1938      | Tampereen Ilves                | 1959/1960 | Tampereen Ilves |           |                  |
| 1939      | KIF                            | 1960/1961 | Tappara Tampere |           |                  |
| 1940      | nehrálo se (válka)             | 1961/1962 | Tampereen Ilves |           |                  |
| 1941      | KIF                            | 1962/1963 | Lukko Rauma     |           |                  |
| 1942      | nehrálo se (válka)             | 1963/1964 | Tappara Tampere |           |                  |
| 1943      | KIF                            | 1964/1965 | Karhut (Pori)   |           |                  |
| 1944      | sezóna přerušena (válka)       | 1965/1966 | Tampereen Ilves |           |                  |
| 1945      | Tampereen Ilves                | 1966/1967 | RU-38 (Pori)    |           |                  |
| 1946      | Tampereen Ilves                | 1967/1968 | KooVee          |           |                  |
| 1947      | Tampereen Ilves                | 1968/1969 | IFK Helsinky    |           |                  |
| 1948      | Tarmo (Hämeenlinna)            | 1969/1970 | IFK Helsinky    |           |                  |
| 1949      | Tarmo (Hämeenlinna)            | 1970/1971 | Porin Ässät     |           |                  |

### SM-liiga
| Sezóna    | Mistr                                     | Vicemistr                                 | 3. místo                                  | Vítěz základní části    | Link |
| --------- | ----------------------------------------- | ----------------------------------------- | ----------------------------------------- | ----------------------- | ---- |
| 1975/1976 | TPS Turku                                 | Tappara Tampere                           | Porin Ässät                               | TPS Turku               |      |
| 1976/1977 | Tappara Tampere                           | TPS Turku                                 | KooVee                                    | Tappara Tampere         |      |
| 1977/1978 | Porin Ässät                               | Tappara Tampere                           | TPS Turku                                 | Tappara Tampere         |      |
| 1979/1979 | Tappara Tampere                           | Porin Ässät                               | TPS Turku                                 | Porin Ässät             |      |
| 1979/1980 | IFK Helsinky                              | Porin Ässät                               | Oulun Kärpät                              | TPS Turku               |      |
| 1980/1981 | Oulun Kärpät                              | Tappara Tampere                           | TPS Turku                                 | Tappara Tampere         |      |
| 1981/1982 | Tappara Tampere                           | TPS Turku                                 | IFK Helsinky                              | TPS Turku               |      |
| 1982/1983 | IFK Helsinky                              | Jokerit Helsinky                          | Tampereen Ilves                           | Jokerit Helsinky        |      |
| 1983/1984 | Tappara Tampere                           | Porin Ässät                               | Oulun Kärpät                              | Tappara Tampere         |      |
| 1984/1985 | Tampereen Ilves                           | TPS Turku                                 | Oulun Kärpät                              | TPS Turku               |      |
| 1985/1986 | Tappara Tampere                           | IFK Helsinky                              | Oulun Kärpät                              | Tappara Tampere         |      |
| 1986/1987 | Tappara Tampere                           | Oulun Kärpät                              | IFK Helsinky                              | Oulun Kärpät            |      |
| 1987/1988 | Tappara Tampere                           | Lukko Rauma                               | IFK Helsinky                              | Tampereen Ilves         |      |
| 1988/1989 | TPS Turku                                 | JYP Jyväskylä                             | v                                         | TPS Turku               |      |
| 1989/1990 | TPS Turku                                 | Tampereen Ilves                           | Tappara Tampere                           | TPS Turku               |      |
| 1990/1991 | TPS Turku                                 | KalPa                                     | Hämeenlinnan Pallokerho                   | TPS Turku               |      |
| 1991/1992 | Jokerit Helsinky                          | JYP Jyväskylä                             | IFK Helsinky                              | JYP Jyväskylä           |      |
| 1992/1993 | TPS Turku                                 | Hämeenlinnan Pallokerho                   | JYP Jyväskylä                             | TPS Turku               |      |
| 1993/1994 | Jokerit Helsinky                          | TPS Turku                                 | Lukko Rauma                               | TPS Turku               |      |
| 1994/1995 | TPS Turku                                 | Jokerit Helsinky                          | Porin Ässät                               | Jokerit Helsinky        |      |
| 1995/1996 | Jokerit Helsinky                          | TPS Turku                                 | Lukko Rauma                               | Jokerit Helsinky        |      |
| 1996/1997 | Jokerit Helsinky                          | TPS Turku                                 | Hämeenlinnan Pallokerho                   | Jokerit Helsinky        |      |
| 1997/1998 | IFK Helsinky                              | Tampereen Ilves                           | Jokerit Helsinky                          | TPS Turku               |      |
| 1998/1999 | TPS Turku                                 | IFK Helsinky                              | Hämeenlinnan Pallokerho                   | TPS Turku               |      |
| 1999/2000 | TPS Turku                                 | Jokerit Helsinky                          | Hämeenlinnan Pallokerho                   | TPS Turku               |      |
| 2000/2001 | TPS Turku                                 | Tappara Tampere                           | Tampereen Ilves                           | Jokerit Helsinky        |      |
| 2001/2002 | Jokerit Helsinky                          | Tappara Tampere                           | Hämeenlinnan Pallokerho                   | Tappara Tampere         |      |
| 2002/2003 | Tappara Tampere                           | Oulun Kärpät                              | Hämeenlinnan Pallokerho                   | Hämeenlinnan Pallokerho |      |
| 2003/2004 | Oulun Kärpät                              | TPS Turku                                 | IFK Helsinky                              | TPS Turku               |      |
| 2004/2005 | Oulun Kärpät                              | Jokerit Helsinky                          | Hämeenlinnan Pallokerho                   | Oulun Kärpät            |      |
| 2005/2006 | Hämeenlinnan Pallokerho                   | Porin Ässät                               | Oulun Kärpät                              | Oulun Kärpät            |      |
| 2006/2007 | Oulun Kärpät                              | Jokerit Helsinky                          | Hämeenlinnan Pallokerho                   | Oulun Kärpät            |      |
| 2007/2008 | Oulun Kärpät                              | Espoo Blues                               | Tappara Tampere                           | Oulun Kärpät            |      |
| 2008/2009 | JYP Jyväskylä                             | Oulun Kärpät                              | KalPa                                     | JYP Jyväskylä           |      |
| 2009/2010 | TPS Turku                                 | Hämeenlinnan Pallokerho                   | JYP Jyväskylä                             | JYP Jyväskylä           |      |
| 2010/2011 | IFK Helsinky                              | Espoo Blues                               | Lukko Rauma                               | JYP Jyväskylä           |      |
| 2011/2012 | JYP Jyväskylä                             | Pelicans                                  | Jokerit Helsinky                          | KalPa                   |      |
| 2012/2013 | Porin Ässät                               | Tappara Tampere                           | JYP Jyväskylä                             | Jokerit Helsinky        |      |
| 2013/2014 | Oulun Kärpät                              | Tappara Tampere                           | Lukko Rauma                               | Oulun Kärpät            |      |
| 2014/2015 | Oulun Kärpät                              | Tappara Tampere                           | JYP Jyväskylä                             | Oulun Kärpät            |      |
| 2015/2016 | Tappara Tampere                           | IFK Helsinky                              | Oulun Kärpät                              | IFK Helsinky            |      |
| 2016/2017 | Tappara Tampere                           | KalPa                                     | JYP Jyväskylä                             | Tappara Tampere         |      |
| 2017/2018 | Oulun Kärpät                              | Tappara Tampere                           | IFK Helsinky                              | Oulun Kärpät            |      |
| 2018/2019 | Hämeenlinnan Pallokerho                   | Oulun Kärpät                              | Tappara Tampere                           | Oulun Kärpät            |      |
| 2019/2020 | play-off zrušeno kvůli pandemii covidu-19 | play-off zrušeno kvůli pandemii covidu-19 | play-off zrušeno kvůli pandemii covidu-19 | Oulun Kärpät            |      |
| 2020/2021 | Lukko Rauma                               | TPS Turku                                 | IFK Helsinky                              | Lukko Rauma             |      |
| 2021/2022 | Tappara Tampere                           | TPS Turku                                 | Tampereen Ilves                           | Tappara Tampere         |      |
| 2022/2023 | Tappara Tampere                           | Pelicans                                  | Tampereen Ilves                           | Tappara Tampere         |      |
| 2023/2024 | Tappara Tampere                           | Pelicans                                  | Oulun Kärpät                              | Tappara Tampere         |      |
| 2024/2025 | KalPa                                     | SaiPa                                     | Tampereen Ilves                           | Lukko Rauma             |      |

## Češi s titulem
| Hráč               | Sezona                                                        |
| ------------------ | ------------------------------------------------------------- |
| Otakar Janecký     | 1991/1992, 1993/1994, 1995/1996, 1996/1997 (Jokerit Helsinky) |
| Mojmír Božík       | 1991/1992 (Jokerit Helsinky)                                  |
| Jan Čaloun         | 1997/1998 (IFK Helsinky)                                      |
| Vladimír Machulda  | 2001/2002 (Jokerit Helsinky), 2003/2004 Oulun Kärpät)         |
| Pavel Rosa         | 2001/2002 (Jokerit Helsinky)                                  |
| Jiří Marušák       | 2002/2003 (Tappara Tampere)                                   |
| Petr Tenkrát       | 2003/2004 (Oulun Kärpät), 2004/2005 (Oulun Kärpät)            |
| Martin Štěpánek    | 2003/2004 (Oulun Kärpät)                                      |
| Viktor Ujčík       | 2004/2005 (Oulun Kärpät), 2006/2007 (Oulun Kärpät)            |
| Zdeněk Nedvěd      | 2004/2005 (Oulun Kärpät)                                      |
| Michal Broš        | 2006/2007 (Oulun Kärpät), 2007/2008 (Oulun Kärpät)            |
| Ondřej Kratěna     | 2007/2008 (Oulun Kärpät)                                      |
| Michal Birner      | 2009/2010 (TPS Turku)                                         |
| Tomáš Plíhal       | 2009/2010 (TPS Turku)                                         |
| Petr Hubáček       | 2011/2012 (JYP Jyväskylä)                                     |
| Pavel Skrbek       | 2011/2012 (JYP Jyväskylä)                                     |
| Ivan Huml          | 2013/2014 (Oulun Kärpät), 2014/2015 (Oulun Kärpät)            |
| Vladimír Eminger   | 2013/2014 (Oulun Kärpät), 2014/2015 (Oulun Kärpät)            |
| Lukáš Kašpar       | 2014/2015 (Oulun Kärpät)                                      |
| Dominik Hrachovina | 2015/2016 (Tappara Tampere), 2016/2017 (Tappara Tampere)      |
| Radek Koblížek     | 2017/2018 (Oulun Kärpät)                                      |
| Lukáš Klok         | 2020/2021 (Lukko Rauma)                                       |
| Tomáš Hamara       | 2021/2022 (Tappara Tampere)                                   |
| Lukáš Kaňák        | 2024/2025 (KalPa)                                             |
| Celkem             | 34                                                            |

## Ocenění
- Zlatá helma – nejlepší hráč, kterého volí samotní hráči
- Trofej Kaleviho Numminena – nejlepší trenér
- Cena Jarmo Wasamy – nováček roku
- Trofej Mattiho Keinonena – nejlepší hráč +/-
- Trofej Raimo Kilpiöna – nejslušnější hráč
- Trofej Urpo Ylönena – nejlepší brankář
- Trofej Pekky Rautakalliona – nejlepší obránce
- Trofej Aarne Honkavaarana – nejlepší střelec základní části
- Trofej Veli-Pekka Ketolana – hráč s nejvíce body v základní části
- Trofej Lasse Oksanena – nejlepší hráč v základní části
- Trofej Jariho Kurriho – nejlepší hráč v play-off